# コンラージ棒

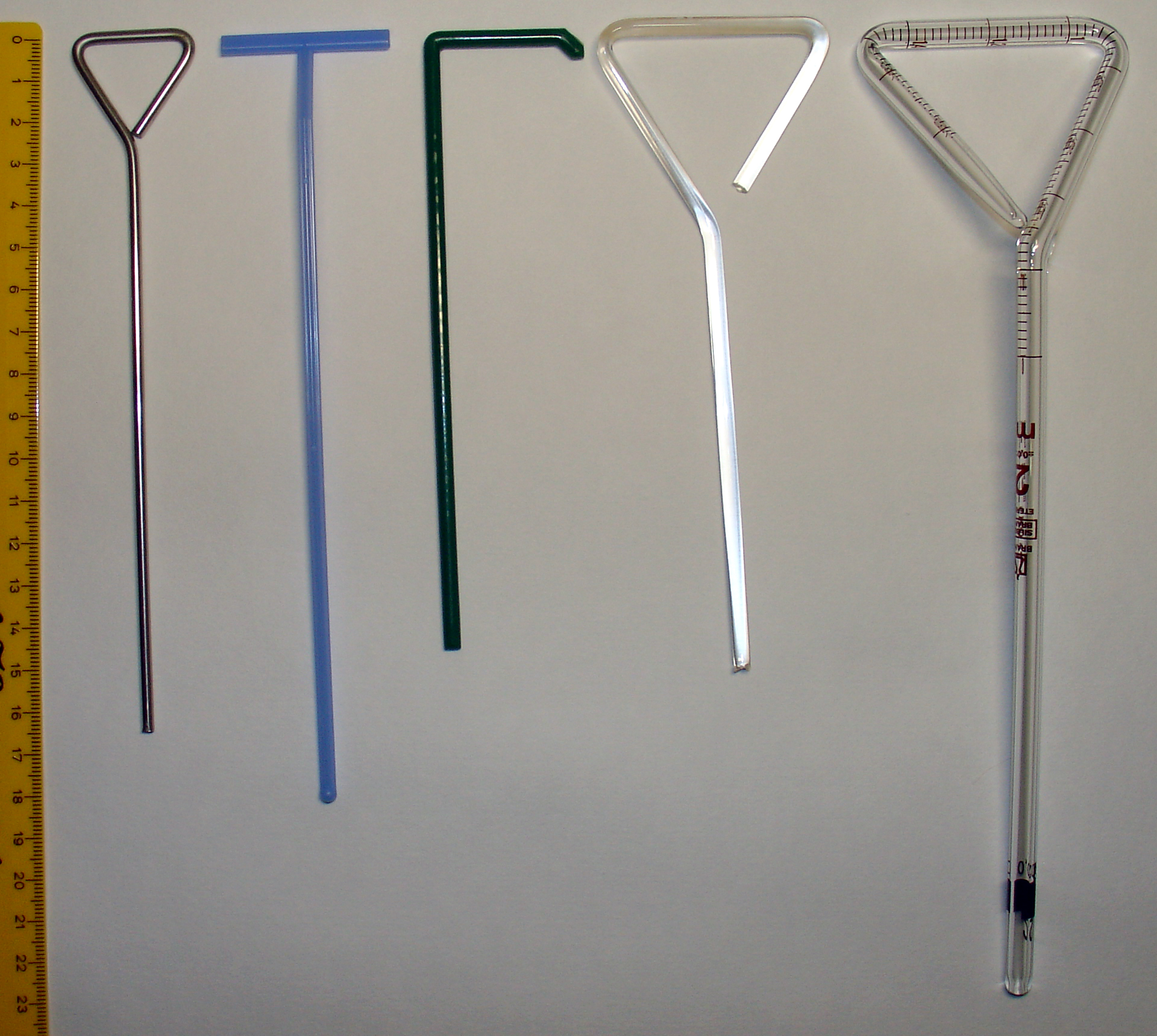
コンラージ棒。左から、金属製、樹脂製丁字形、樹脂製鉤形、ガラス棒製、ガラス管製（メスピペットで自作）。

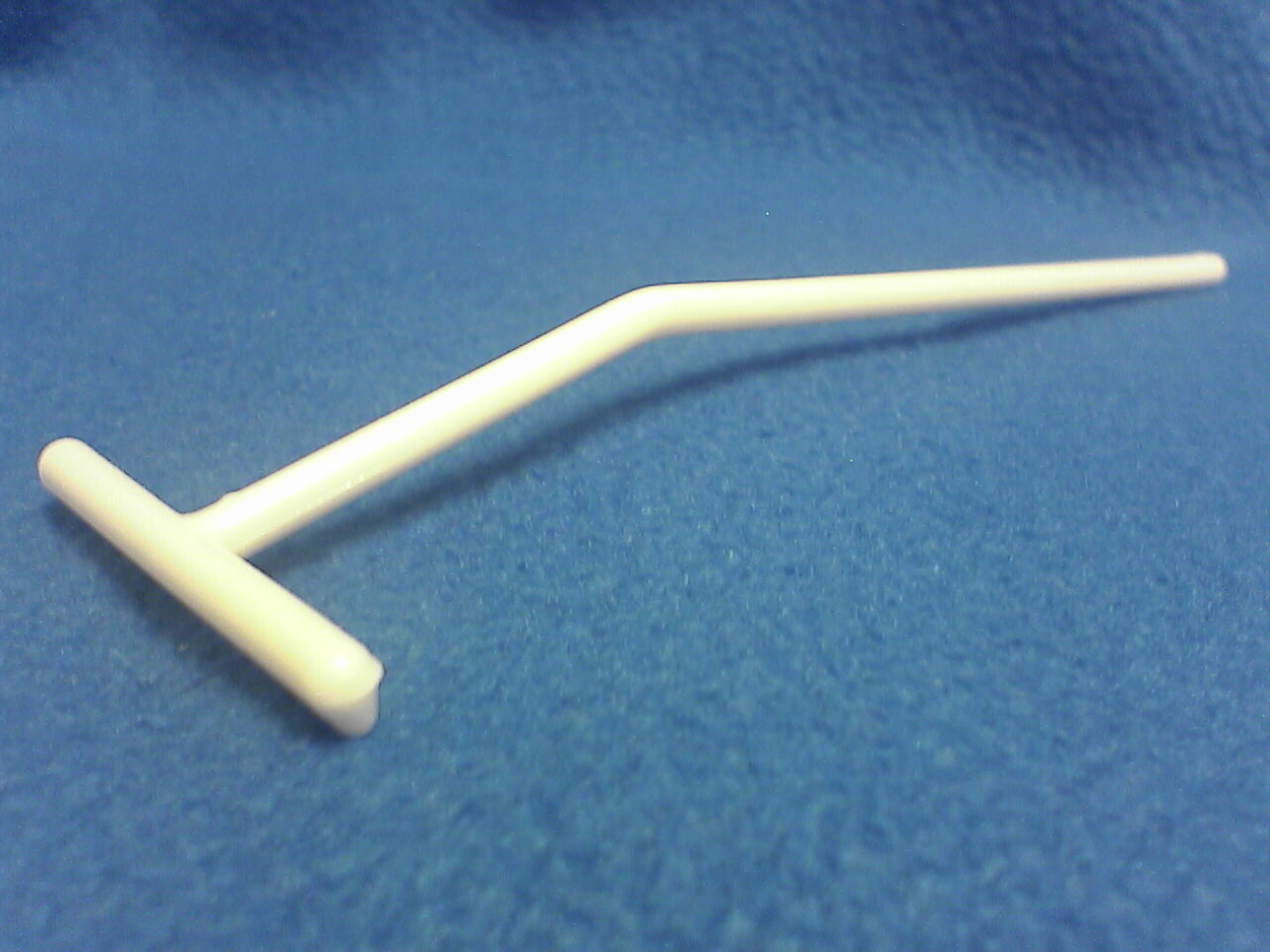
プラスチック製コンラージ棒

コンラージ棒（コンラージぼう、独：Drigalskispatel、英：bacteria spreader）はvon Drigalski & Conradi (1902) が考案した微生物懸濁液を寒天平板に塗り広げるのに用いるガラスまたは金属の棒で、微生物学の実験器具である。
和名の「コンラージ棒」及びドイツ語名 "Drigalskispatel" は、ともに考案者の名を冠したものである。

## 使用法
ガラス製（または金属製）のコンラージ棒は、ビーカーなどの消毒用エタノール（エタノール濃度70%以上）に浸けておく。使用直前それを取り出しブンゼンバーナーの火に通し付着したエタノールを燃やすことで滅菌する。そして寒天平板の端の方にくっつけて数秒間冷却する。十分に冷却しないと塗り広げる際にこれから培養しようとする微生物まで殺菌されてしまうので注意する。
なお決して火の消えていないコンラージ棒をエタノールに戻してはならない（引火して火災になる。エタノールが燃える火炎は明所では見えにくいので注意）。ピペットや白金耳で微生物懸濁液を寒天平板の中心に置き、これを十分に冷却したコンラージ棒で小さな丸を描くようにして、均一に塗り広げる。操作としては、片方の手でシャーレを持って回し、もう片方の手で塗り広げる。塗り広げにくくなるくらいに乾くまで、塗り広げ続ける。乾くのには時間がかかるので、培地に接種する菌液の量は少なめにし、培地は前もって少し乾かしておくとよい。ただし、乾かしすぎると培地の性能が損なわれるので、乾かしすぎないこと。まとまった数の滅菌済みのガラス製（または金属製）のコンラージ棒が必要な場合には、滅菌バッグや滅菌缶に入れたりアルミホイルで包んだりしてオートクレーブするか乾熱滅菌する。
もっとも、上記のような伝統的なガラス製（または金属製）のコンラージ棒は廃れつつある。最近では、ガンマ線やエチレンオキシドであらかじめ滅菌済みのプラスチック製の使い捨て製品を用いることが多い。商品名は「セルスプレッダー」など。これらプラスチック製使い捨て製品は滅菌済みなので、クリーンベンチなどの無菌環境下で包装を開けてそのまま使用できる。これはエタノールに浸したり火であぶる必要がない（プラスチック製のため火であぶってはいけない）。使用法は、エタノールや火炎殺菌および冷却が不要である以外、ガラス製（または金属製）のコンラージ棒と基本的に変わらない。

## 代替品
コンラージ棒の代わりに無菌ガラスビーズを使用することができる。